# آنری ویدال
آنری ویدال (فرانسوی: Henri Vidal‎؛ ۲۶ نوامبر ۱۹۱۹ – ۱۰ دسامبر ۱۹۵۹) هنرپیشه اهل فرانسه بود. از فیلم‌هایی که وی در آن نقش داشته است، می‌توان به دروازه‌های پاریس و اورینت اکسپرس اشاره کرد.